# Calceolaria williamsii
Calceolaria williamsii är en toffelblomsväxtart som beskrevs av Rodolfo Amando Philippi. Calceolaria williamsii ingår i släktet toffelblommor, och familjen toffelblomsväxter. Inga underarter finns listade i Catalogue of Life.